# Вісник Інституту української наукової мови
Ві́сник інститу́ту украї́нської науко́вої мо́ви («Вісник ІУНМ») — неперіодичне видання, засновано у Києві 1927 року. Вийшло два випуски: I випуск — 1928, II — 1930.
Завдання і програму «Вісника» викладено у першому випуску (с. 105):
Завдання «Вісника» — всебічно сприяти розвиткові наукової та взагалі культурної української мови.

## Програма
Програма «Вісника»:
1. Статті на лінгвістичні теми з царини фонетики, ортографії, словотворення, морфології, синтакси, стилістики, семасіології, лексикології та фразеології української мови, переважно з погляду унормування, практичних потреб українізації та мовного поступу взагалі.
2. Varia. Дрібніші замітки й розвідки з обсягу тих самих питань.
3. Програми й інструкції до збирання мовного матеріалу.
4. З народніх уст. Збірки матеріалів народньої термінології й номенклатури з окремих галузей сільського господарства; промисловости, доморобства то-що.
5. Бібліографічні замітки й рецензії.
6. Хроніка мовного життя. Інформація про розроблення наукової мови в межах нашого Союзу та в инших народів світу. Інформація про життя й працю ІУНМ.
7. Поради й відповіді в мовних справах. Редакція «Вісника» вважає, що наукова мова може нормально розвиватися тільки в оточенні вільної від жаргону культурної мови, тим-то вона й запроваджує в «Віснику» цей розділ, маючи надію, що культурні робітники, а найперше вчителі й робітники друковного слова, надто нашої преси, допоможуть виявити на сторінках «Вісника» всі недуги, що на них слабує сучасна культурна мова і тим стануть до помочи в процесі унормування нашого мовного поступу.
8. Книжки на рецензію.
9. Оповіщення.

## I випуск
У передмові коротко викладено основні завдання, що ставилися перед виданням: допомогти широким верствам населення України, як тим, які повертаються до своєї національності, так і тим, хто українізується, у мовних питаннях. Оскільки українська мова ставала державною і сфера її функціонування розширювалася, то вона була потрібна «для цілого многогранного державного життя, для науки, преси, установ, для політичних організацій, для шкільної освіти, для військової справи, для промисловости і торгівлі», тому поставала необхідність «організації української культурної мови». Відкриває «Вісник» стаття його відповідального редактора, керівника Інституту української наукової мови (ІУНМ)Г. Холодного «До історії організації термінологічної справи на Україні» [Архівовано 17 вересня 2019 у Wayback Machine.], і це не випадково, адже питання вироблення української термінології у передмові визначалося як одне з основних. У розділі «Статті», окрім довідки Г. Холодного, подано ще короткі статті О. Янати та Я. Лепченка з майже однаковою назвою, у яких розглядалися принципи укладання української природнничої номенклатури. У цьому ж розділі вміщено виступ на загальних зборах соціально-економічного відділу ІУНМ та на Термінологічній секції пленуму Державної правописної наради М. Любинського про проект граматичної термінології для впорядкування українського правопису. У розділі «Varia» подано короткі замітки, зокрема історична розвідка Я. Лепченка «До початків національної наукової мови», присвячена пам'яті М. Максимовича; міркування Г. Іваниці «Метода чи метод». Містить «Вісник» звернення до українського громадянства та 2 докладні інструкції — «До збирання мовного матеріалу в галузі природничої термінології та номенклатури» та «Для укладання словників ІУНМ»[недоступне посилання з травня 2019]. У рубриці «З народніх уст» подано 2 розвідки з української діалектної термінології: «Про терміни» Я. Миколаєнка та «З рибальської термінології с. Дуфінки на Одещині» Б. Юрківського. Розділ «Бібліографія та рецензії» містить 7 заміток, серед яких рецензія В. Вовчанецького на кн. В. Підгаєцького «Евгеніка, або наука про поліпшення майбутніх поколінь» (Х., 1924). Завершує «Вісник» хроніка, що інформує про зв'язки ІУНМ з науковими установами в Україні та за кордоном, передруковує повідомлення про діяльність Інституту, вміщені у пресі.
У створенні 1-го випуску брали участь понад 20 науковців — мовознавців, ботаніків, медиків, серед яких були і визнані вчені, і початківці, однак у переважної більшості доля склалася однаково: репресії, загибель і довгі роки заборони їхніх праць. Серед учасників видання 2-го вип. «Вісника» відсутні прізвища кількох науковців — творців 1-го, це зокрема
- Г. Іваниця,
- О. Курило,
- Я. Лепченко,
- Є. Тимченко,
- К. Туркало,
- Г. Холодний,
- О. Черняхівський,
- В. Шарко,
- О. Яната,

котрі на той час або були вже репресовані, або зазнали гонінь.

## II випуск
У цьому випуску вміщено статтю М. Гладкого «Інститут української наукової мови ВУАН [Архівовано 12 лютого 2017 у Wayback Machine.]», яка, як зазначалося, була органічним продовженням статті Г. Холодного (1-й випуск), подано розвідку Т. Секунди «Принципи складання української технічної термінології», доповідь П. Горецького «Чужомовні наростки в запозичених прикметниках в українській мові», яка була виголошена на засіданні Філологічної колегії ІУНМ 1929, та дискусійну статтю С. Рудницького «Декілька слів у справі географічної топономастики і транскрипції чужомовних географічних назов на українських мапах». У розділі «Varia» — розвідка Ф. Калиновича з приводу укладання білоруської математичної термінології «Двома шляхами». Рубрика «З народніх уст» містить 2 дослідження: «Плитницька термінологія с. Сваром'я на Київському Поліссі» Я. Миколаєнка й «Ложкарство, або ложечництво» Г. Коваленка-Коломацького та матеріали Бюро народної термінології ІУНМ, Арбітраж. комісії, що працює при Редактораті ІУНМ і стежить за уникненням розбіжностей і неузгодженості у вживанні термінів у словниках; відповіді Консультац. бюро ІУНМ на запитання читачів, перелік тем доповідей, що надавала Філологічна колегія ІУНМ для різних комісій і секцій Інституту. У розділі «Бібліографія та рецензії» вміщено 4 замітки, серед яких рецензія П.Горецького на кн. О.Фінкеля «Теорія й практика перекладу» (Х., 1929). Розділ «Хроніка» подає список словників, упорядков. ІУНМ. Завершується 2-й випуск «Додатками», у яких міститься короткий огляд роботи Природничого відділу ІУНМ [Архівовано 17 вересня 2019 у Wayback Machine.] за час його існування 1918–1929.